# Biskupice (gmina w województwie białostockim)
Biskupice – dawna gmina wiejska istniejąca do 1939 roku w woj. białostockim (obecnie na Białorusi). Siedzibą gminy był Wołkowysk, który stanowił odrębną gminę miejską. Nazwa pochodziła od wsi Biskupice.
W okresie międzywojennym gmina Biskupice należała do powiatu wołkowyskiego w woj. białostockim.
30 grudnia 1922 roku do gminy Biskupice przyłączono:
- część obszaru zniesionej gminy Święcica:
  - gromada Choćkowce (wieś i folwark Choćkowce),
- część obszaru gminy Roś:
  - gromada Kołłątaje (wieś Kołłątaje, folwarki Kołłątaje, Łozy i Zygmuntowo, oraz osada Kołłątaje),
  - gromada Liczyce (wieś Liczyce),
  - gromada Piataki (wieś Piataki),
  - gromada Skuraty (wieś Skuraty);
- część obszaru gminy Krzemienica:
  - gromada Szaulicze (wieś Szaulicze Rządowe, kolonię i folwark Jundziłowszczyzna oraz kolonie Nemejkowszczyzna i Hajki);
- część obszaru gminy Mścibów:
  - gromada Cimochy (wieś Cimochy),
  - gromada  Kościewicze (wieś Kościewicze).

1 kwietnia 1927 roku część obszaru gminy Biskupice (część majątku Pietraszowce o obszarze 163 ha 3506 m²) włączono do Wołkowyska.
16 października 1933 gminę Biskupice podzielono na 22 gromady: Biskupice, Baczeńce, Cimochy, Choćkowce, Grudy, Janowo-Teklino, Jasienowica, Jatwieź, Kołłątaje, Kościewicze, Leśniaki, Liczyce, Oszmiańce, Olszymowo, Piataki, Piekary, Rupejki, Skuraty, Szaulicze, Wojtkiewicze, Wola i Zaleszany.
Po wojnie obszar gminy Biskupice wszedł w struktury administracyjne Związku Radzieckiego.